# Vicio

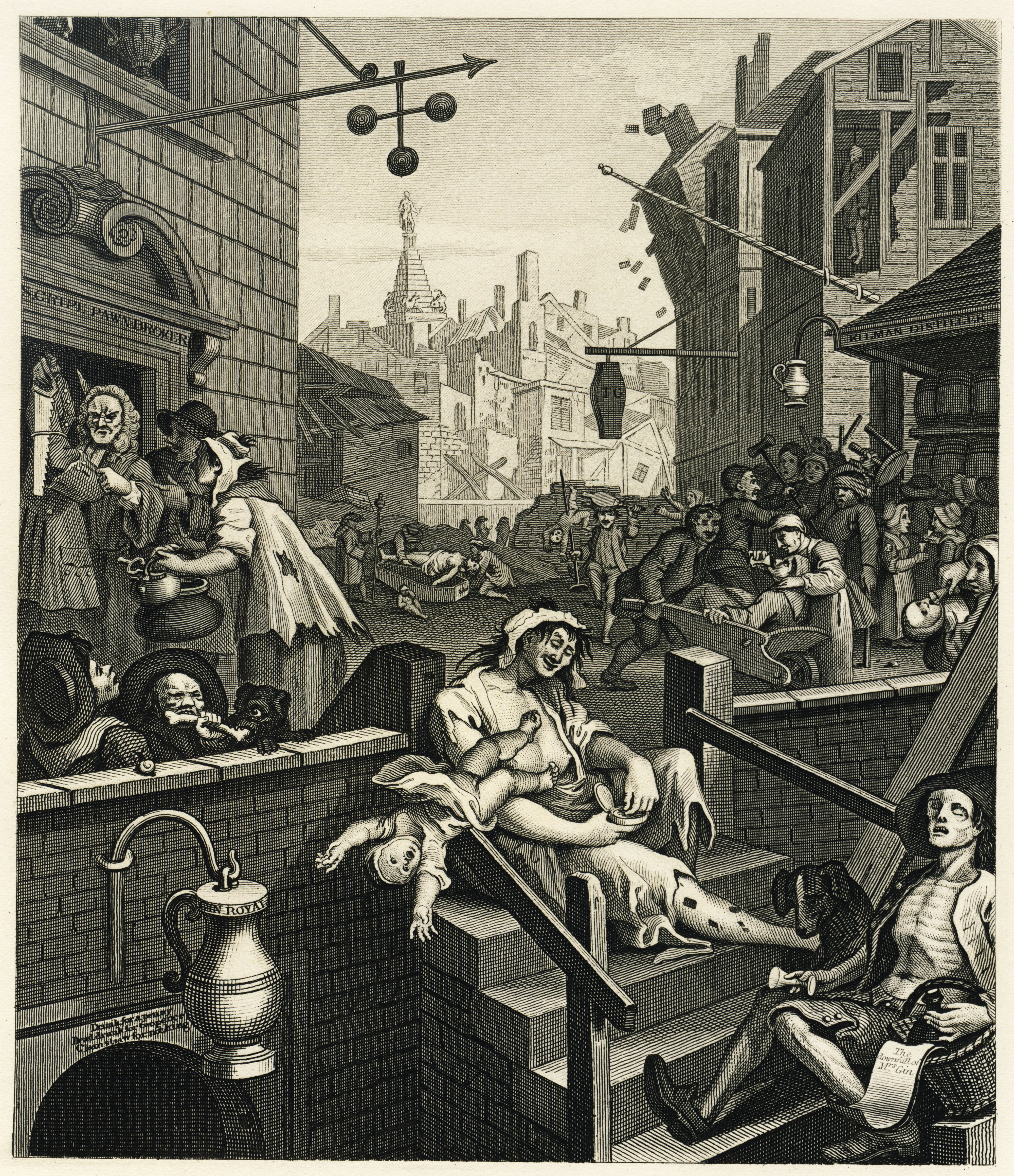
El Alcoholismo durante siglos ha sido considerado un vicio.

Un vicio es toda práctica, conducta o hábito que se considera una falta, un defecto, una enfermedad o un mal hábito. La palabra proviene del latín vitium, que significa «fallo o defecto», aunque el significado social que se le ha dado a la palabra se ha ido ampliando para incluirlo muchas otras acepciones.
Su equivalente en inglés, vice, también se utiliza como término jurídico genérico que abarca muchos tipos de actos: la prostitución, las apuestas, la lujuria, el libertinaje y la obscenidad. El que estas conductas se consideren vicios y otras no tiene mucho que ver con las consideraciones morales.[cita requerida]

## Uso e historia del término

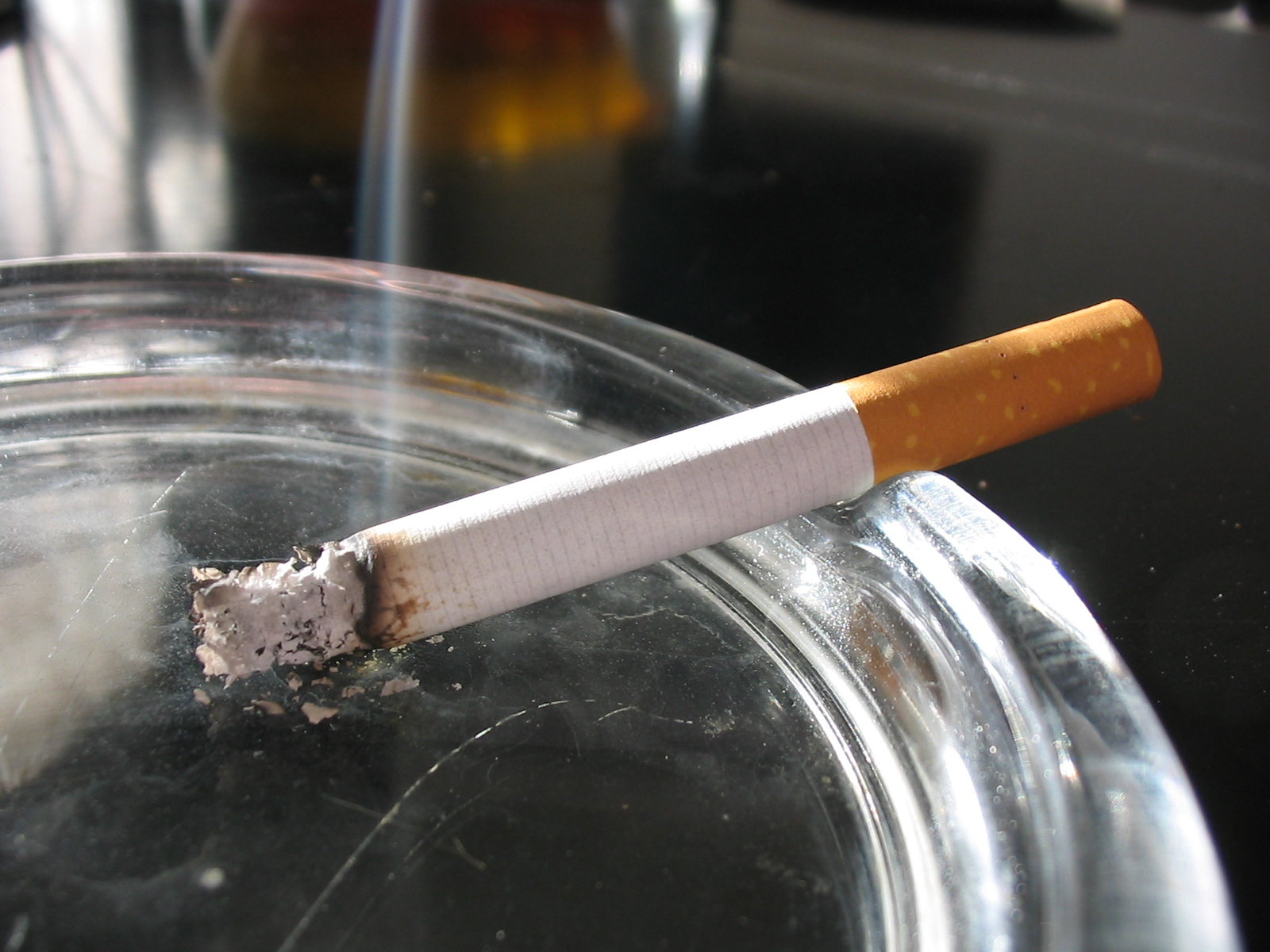
Vicio al tabaco.

El término vicio también se aplica, en sentido popular, a diversas actividades consideradas inmorales por algunos; una lista de éstas puede incluir el consumo de bebidas alcohólicas, incluso aunque no se trate de alcoholismo, y de otras sustancias recreativas, incluso aunque no se trate de una adicción, las apuestas, el consumo de tabaco, incluso aunque no se trate de los niveles de consumo que definen el tabaquismo, es decir, la adicción a dicha sustancia, la imprudencia, la burla, la broma, la mentira, incluso aunque se trate de mentiras muy leves o mentiras piadosas, el egoísmo, etc. En Argentina y México es usado entre jóvenes para referirse a estar conectado al internet, a veces como un verbo.
Algunas conductas o actitudes que se oponen a lo socialmente establecido (a lo considerado virtuoso por una cultura) también pueden considerarse vicios: por ejemplo, el afeminamiento se considera un vicio en aquellas culturas o sectores sociales que ven ciertas características físicas y conductuales (la agresividad, la violencia, el abuso, la extroversión, la expresión de emociones tales como la ira, la no expresión de emociones tales como la tristeza y la ternura, etc.) como definitorias de lo masculino y ciertas otras (por ejemplo, la pasividad, el sometimiento, la debilidad, la introversión, la expresión de emociones tales como la tristeza y la ternura, la no expresión de emociones tales como la ira, etc.) como definitorias de lo femenino.
Coloquialmente, en algunos países se utiliza la palabra vicio para referirse a la adicción a un bien tangible o actividad en particular, si bien se suele utilizar mayormente para denotar aquellas que pueden causar daño o perjuicio (por ejemplo fumar cigarrillos).
Para representar el daño que trae consigo los vicios, en la isla de Chiloé, en Chile existe la leyenda de La Condená, una mujer muy bella pero que por causa de su mala vida, está condenada eternamente a llevar una forma humana que representa una mezcla grotesca de lo insinuante y bello, junto a lo grotesco y malo, que el ser humano obtiene al llevar una vida licenciosa y disipada.

## Ejemplos de vicios
La siguiente es la lista de algunos vicios que han sido definidos por las culturas occidentales. Algunas de estas palabras nombran comportamientos que podrían considerarse  aceptables por parte de la población en la actualidad, pero que no fueron bien vistas en el pasado, tales como la gula, la avaricia o la lujuria, muy presentes en nuestros tiempos. Hay conductas que pueden considerarse meras características de algunos individuos y que, si bien para algunas personas pueden ser definitorias de rasgos defectuosos o negativos, para otras son aspectos positivos que delinean la riqueza de la personalidad. Otras, por el contrario, se refieren a conductas que en el pasado se consideraban socialmente aceptables pero que hoy en día se consideran no solo negativas e inaceptables, sino que incluso se clasifican como conductas delictivas.
Otras más son comportamientos incluidos por la Iglesia católica en la lista de los pecados capitales. Otras son clasificadas por las Ciencias de la Salud como enfermedades o por lo menos como problemas de conducta. El psicoanálisis considera algunas de ellas como mecanismos de defensa que, hasta cierto punto, pueden ser un síntoma de salud emocional pero que, por otra parte, pueden contribuir a la aparición de graves problemas emocionales. Por último, están aquellas que son, para las ciencias sociales, expresión de la llamada «descomposición del tejido social».
| - Apatía - Arrogancia - Avaricia - Cobardía - Corrupción política - Crueldad - Egocentrismo - Egoísmo - Gula | - Ignorancia - Indiferencia - Infidelidad - Intolerancia - Lujuria - Misantropía - Negligencia - Pereza - Vanidad |